# Saison 7 de Blue Bloods
Chronologie
Saison 6 Saison 8
Cet article présente le guide des épisodes de la septième saison de la série télévisée américaine Blue Bloods.

## Distribution de la saison

### Acteurs principaux
- Tom Selleck (VF : Jacques Frantz) : Francis « Frank » Reagan
- Donnie Wahlberg (VF : Loic Houdré) : Daniel « Danny » Reagan
- Bridget Moynahan (VF : Françoise Cadol) : Erin Reagan-Boyle
- Will Estes (VF : Anatole de Bodinat) : Jamison « Jamie » Reagan
- Len Cariou (VF : Thierry Murzeau) : Henry Reagan
- Marisa Ramirez (VF : Magali Barney) : l'inspecteur Maria Baez
- Amy Carlson (VF : Josy Bernard) : Linda Reagan, femme de Danny
- Sami Gayle (VF : Adeline Chetail) : Nicole « Nicky » Reagan-Boyle, fille de Erin Reagan-Boyle récemment divorcée
- Vanessa Ray (VF : Marie-Eugénie Maréchal) : Edit « Eddie » Janko, coéquipière de Jamie

### Acteurs récurrents et invités
- Tony Terraciano (VF : Mathéo Dumond) : Jack Reagan, fils de Danny et Linda Reagan
- Andrew Terraciano (VF : Valentin Cherbuy) : Sean Reagan, fils de Danny et Linda Reagan
- Abigail Hawk (VF : Catherine Cipan) : Abigail Baker / « Beckie », la secrétaire de Frank
- Gregory Jbara (VF : Jean-François Kopf) : Garrett Moore, Chef Adjoint à l'Information
- Robert Clohessy (VF : Serge Blumenthal) : Sergent Gormley
- Steve Schirripa : Anthony Abetemarco
- Suzanne Shepherd (en) : Lucille Abetemarco
- James Nuciforo (VF : Gilduin Tissier) : Jim Nuciforo
- Lori Loughlin : Grace Edwards[1] (épisode 1)
- Michael Imperioli : Robert Lewis[1] (épisodes 1 et 7)
- Isaiah Washington : ESU Deputy Chief Travis Jackson[2] (épisode 18)

## Épisodes

### Épisode 1:Légitime défense
- États-Unis /  Canada : 23 septembre 2016 sur CBS[3] / CTV

- États-Unis : 10,55 millions de téléspectateurs[4] (première diffusion)
- Canada : 1,518 million de téléspectateurs[5] (première diffusion + différé 7 jours)

- Abigail Hawk (Abigail Baker)
- Gregory Jbara (DCPI Garrett Moore)
- Robert Clohessy (Lt. Gormley)
- Brian McCarthy (Paul Davis)
- Allison Poccia (Helen Davis)
- Makenna Barrett (Sophie Davis)
- Oliver Hollmann (Zach Davis)
- David Castro (Louis Edwards)
- Lori Loughlin (Grace Edwards)
- Michael Imperioli (Robert Lewis)
- John Cramer (Russ Anderson)
- Joe Holt (Donald Stiller)
- Eddie Korbich (Nicholas Salamone)
- Andrew Block (Charlie Salamone)
- Kate Middleton (Angela Marino)
- Kushtrim Hoxha (Robert Salva)
- Jeremy Cohen (Edward Silvestri)
- Danny Berisha (Uniform)

### Épisode 2:Le prix à payer
- États-Unis /  Canada : 30 septembre 2016 sur CBS / CTV

- États-Unis : 10,56 millions de téléspectateurs[6] (première diffusion)
- Canada : 1,604 million de téléspectateurs[7] (première diffusion + différé 7 jours)

- Abigail Hawk (Abigail Baker)
- Gregory Jbara (DCPI Garrett Moore)
- Robert Clohessy (Lt. Gormley)
- Steve Schirripa (Anthony Abetemarco)
- James Nuciforo (Nuciforo)
- Suzanne Shepherd (en) (Lucille Abetemarco)
- Daniel Abeles (Richard Clark)
- Malachi Omega (Terrell Spaulding)
- John Cannon (Uniform)
- Sean Crespo (Larry Hale)
- Joseph Parks (Frankie Reed)
- Christopher Lanceley (Guy)
- Mark Mckinnon (Cop)
- Felicia Pearson (Roxy Barnes)
- Michael Barra (Dominick Barbosa)
- Nafeesa Monroe (Joanne Ramos)
- Hannah Mckechnie (Waitress)
- Edward J. Burns (Chris Pappas)

### Épisode 3:Gangster un jour, gangster toujours
- États-Unis /  Canada : 7 octobre 2016 sur CBS / CTV

- États-Unis : 9,85 millions de téléspectateurs[8] (première diffusion)
- Canada : 1,596 million de téléspectateurs[9] (première diffusion + différé 7 jours)

- Abigail Hawk (Abigail Baker)
- Gregory Jbara (DCPI Garrett Moore)
- Robert Clohessy (Lt. Gormley)
- Steve Schirripa (Anthony Abetemarco)
- Saul Rubinek (Sy Goodman)
- David Alan Basche (Joe Pelligrino)
- Autumn Guzzardi Horton (Kristin Delaney)
- Sasha Hutchings (Ariel Rice)
- Chris Ballant (Assistant Director)
- Racine Russell (Officier Cosgrove)
- Danielle Savre (Emily Harrison)
- Chris Conroy (Brandon Mitchell)
- Joey Slotnick (Barry Klein)
- Andrea Burns (Deborah Moss)
- Jessica Riso (Young Woman)

### Épisode 4:Insubordination
- États-Unis /  Canada : 14 octobre 2016 sur CBS / CTV

- États-Unis : 10,22 millions de téléspectateurs[10] (première diffusion)
- Canada : 1,53 million de téléspectateurs[11] (première diffusion + différé 7 jours)

- Abigail Hawk (Abigail Baker)
- Gregory Jbara (DCPI Garrett Moore)
- Robert Clohessy (Lt. Gormley)
- Steve Schirripa (Anthony Abetemarco)
- Cady Huffman (Sheila)
- Richard Stephens (Vlad)
- Ben Young Iii (Dmitry)
- Michael DeLorenzo (en) (Fausto)
- Carlos Leon (Eduardo)
- Azhar Khan (Abdel Salem)
- Tim Ransom (John Mcfarland)
- Addison Lemay (Mark Apuzzo)
- Catherine Wolf (Aunt Sophia)
- Fab 5 Freddy (Atticus Howard)
- Deshawn Harold Mitchell (Detective Jim Malone)
- Julienne Hanzelka Kim (Maryum)
- Jaleesa Capri (Natalie Foster)
- Pomme Koch (Onlooker #1)
- Michelle Simone Miller (Onlooker #2)
- Ron Kuby (Roy Dukaski)
- Zonya Love (Bystander #1)
- Johnny Rivera (Bystander #2)
- James Nuciforo (Nuciforo)

### Épisode 5:Au nom de la communauté
- États-Unis /  Canada : 21 octobre 2016 sur CBS / CTV

- États-Unis : 10,03 millions de téléspectateurs[12] (première diffusion)
- Canada : 1,507 million de téléspectateurs[13] (première diffusion + différé 7 jours)

- Robert Clohessy (Lt. Sid Gormley)
- Steven R. Schirripa (Anthony Abetemarco)
- Esai Morales (Trey Delgado)
- Abigail Hawk (Abigail Baker)
- Judy Reyes (Coryna Garza)
- Eric Murray (Ronald Tourneff)
- Brian Tarantina (Nick Polk)
- Sasha Frolova (Adriana/Leonora)
- Michael Sharits (Eric Woodman)
- Teresa Yenque (Lucinda Garza)
- Addy Bella (Nadia Garza)
- John Wojda (Alex Cole)
- Caleb Mclaughlin (Tone Lane)
- Guyviaud Joseph (Uni)
- Brad Fryman (Johnny Lovell)

### Épisode 6:Lanceur d'alerte
- États-Unis /  Canada : 28 octobre 2016 sur CBS / CTV

- États-Unis : 8,88 millions de téléspectateurs[14] (première diffusion)
- Canada : 1,525 million de téléspectateurs[15] (première diffusion + différé 7 jours)

- Abigail Hawk (Det. Abigail Baker)
- Gregory Jbara (Garrett Moore)
- Robert Clohessy (Lt. Sid Gormley)
- Delaney Williams (Dennis Egan)
- Miriam Hyman (Emile Cooper)
- Katherine Sigismund (Kathy Duncan)
- Kristin Parker (Rebecca Collins)
- Matthew Rauch (Lawrence Skolnick)
- Julyana Soelistyo (Dr Amelia Sumardi)
- Patrick Collins (Jimmy Quinn)
- Jeannette Faye (Sinead)
- Robert Wuhl (Captain Ward Gibson)
- Zach Appelman (Sean Bartch)
- Frank Spagnolo (huissier de la cour)
- Richard Kline (Judge Angioli)
- Cynthia Mace (Siobhan Collins)
- Brock Harris (Derrick Sanders)
- Jefferson White (Eric Carlson)

### Épisode 7:Nul n'est parfait
- États-Unis /  Canada : 4 novembre 2016 sur CBS / CTV

- États-Unis : 9,76 millions de téléspectateurs[16] (première diffusion)
- Canada : 1,638 million de téléspectateurs[17] (première diffusion + différé 7 jours)

- Abigail Hawk (Det. Abigail Baker)
- Gregory Jbara (Garrett Moore)
- Robert Clohessy (Lt. Sid Gormley)
- Steve Schrippa (Anthony Abetemarco)
- Michael Imperioli (Robert Lewis)
- Brian Wiles (Mike Kostel)
- Abbi Snee (Jennifer Crowley)
- Ta'rea Campbell (Miranda Wright)
- Flaco Navaja (Victor Mendez)
- Channing Jackson (Hiram Diaz)
- Dave Coleman (Josh)
- Evander Duck, Jr. (Judge)
- Ashlie Atkinson (Sandra Colby)
- Brandhyze Stanley (Grace Michaels)
- Joe Avellar (Reporter John)
- Harry Sutton Jr (Reporter Robert)
- Danny Johnson (Esu Robbins)

### Épisode 8:La famille d'abord
- États-Unis /  Canada : 11 novembre 2016 sur CBS / CTV

- États-Unis : 10,27 millions de téléspectateurs[18] (première diffusion)
- Canada : 1,571 million de téléspectateurs[19] (première diffusion + différé 7 jours)

- Abigail Hawk (Abigail Baker)
- Gregory Jbara (Garrett Moore)
- Robert Clohessy (Lt. Gormley)
- Roger Cross (James Reed)
- Jadah Marie (Ashley Reed)
- Shanga Parker (Counterman Rakesh)
- Mickey Jaiven (Thug #1)
- Kaliswa Brewster (Liza Daniels)
- Ariane Rinehart (Tara)
- Camari Brown (Uniform at Crime Scene)
- Pat Bowie (Carol Reed)
- Charlie Mcwade (Bruno Gallo)
- Tamara Tunie (Monica Graham)
- Veanne Cox (Camilla Lawson)
- Andrea Burns (Deborah Moss)
- Danielle Savre (Emily Harrison)
- Chris Conroy (Brandon Mitchell)
- Norman Schultz (Uniform In Squad Room)

### Épisode 9:Aide-toi, le ciel t'aidera
- États-Unis /  Canada : 18 novembre 2016 sur CBS / CTV

- États-Unis : 10,36 millions de téléspectateurs[20] (première diffusion)
- Canada : 1,522 million de téléspectateurs[21] (première diffusion + différé 7 jours)

- Abigail Hawk (Abigail Baker)
- Gregory Jbara (Garrett Moore)
- Robert Clohessy (Lt. Gormley)
- Steve Schirripa (Anthony Abetemarco)
- Matt Golden (Father)
- Wolfgang Jack Lacz (Jack)
- Brian Michael (Uniform)
- Frankie J. Alvarez (Father Phillip)
- Tim Guinee (Stuart Wentworth)
- Jon Rua (Ricky)
- Brian Muller (Derek)
- Janie Brookshire (Alexis Barnett)
- Ben Mchugh (Jonathan Barnett)
- Stacy Keach (Cardinal)
- Chelsea Spack (Morgan Beard)
- Rocco Sisto (Gordon Rykert)
- Dave Bachman (Attorney)
- Rajesh Bose (Pablo Salazar)
- Shannon Ashe (Lindsey Wentworth)

### Épisode 10:La douleur d'un père
- États-Unis /  Canada : 9 décembre 2016 sur CBS / CTV

- États-Unis : 10,18 millions de téléspectateurs[22] (première diffusion)
- Canada : 1,586 million de téléspectateurs[23] (première diffusion + différé 7 jours)

- Abigail Hawk (Abigail Baker)
- Gregory Jbara (Garrett Moore)
- Robert Clohessy (Lt. Gormley)
- Steve Schirripa (Anthony Abetemarco)
- Ato Essandoh (Rev. Darnell Potter)
- Paul Castro Jr (Scottie Lloyd)
- Michael Michele (Lois Potter)
- Leon Outlaw, Jr (Michael Potter)
- Johnny Hopkins (Kenny Becker)
- Kachina Dechert (Katy Fontana)
- Jim Ford (Driver)
- Myles Clohessy (Rick « Junior » Wolf)
- Julian Silva (Nerd #1)
- Shacha Temirov (Nerd #2)
- Sir Brodie (Ed Shabazz)
- Anthony Ordonez (Joey D)
- Bruce McGill (Big Rick Wolf)
- Caverly Stringer (Shoo Fly)
- Joe Sabatino (Billy Lloyd)
- Marc John Jefferies (Omar Davis)
- Ahmad Castang (Dante Mickelwhite)

### Épisode 11:Le devoir dans le sang
- États-Unis /  Canada : 6 janvier 2017 sur CBS / CTV

- États-Unis : 10,79 millions de téléspectateurs[24] (première diffusion)
- Canada : 1,694 million de téléspectateurs[25] (première diffusion + différé 7 jours)

- Abigail Hawk (Abigail Baker)
- Gregory Jbara (Garrett Moore)
- Robert Clohessy (Lt. Gormley)
- Steve Schirripa (Anthony Abetemarco)
- Erin Dilly (Gwen Rice)
- Madeline Weinstein (Carla Redding)
- Jon McCormick (John Redding)
- Jayce Bartok (Andy Rice)
- Thomas Bair (Kyle Rice)
- Alex Fernández (Sergeant Daniel Vega)
- RJ Brown (Martin Brown)
- John Siciliano (Sergeant Terrance Sullivan)
- Pallavi Sastry (Cameron)
- Danny Bolero (Owner)

### Épisode 12:Protection rapprochée
- États-Unis /  Canada : 13 janvier 2017 sur CBS / CTV

- États-Unis : 10,48 millions de téléspectateurs[26] (première diffusion)
- Canada : 1,773 million de téléspectateurs[27] (première diffusion + différé 7 jours)

- Abigail Hawk (Abigail Baker)
- Gregory Jbara (Garrett Moore)
- Steve Schirripa (Anthony Abetemarco)
- Robert Clohessy (Lt. Gormley)
- Cady Huffman (Sheila Gormley)
- Jeff Leaf (Officier Paul Delman)
- Ana Kayne (Officier Kelsey Bryson)
- Omar J. Dorsey (Ernie « Goodnight » Mason)
- Gerardo Rodriguez (Sergeant Alvarez)
- Nikiya Mathis (Donna)
- Narada Campbell (Ronnie)
- Evan Parke (Duwan Brown)
- Joseph Anderson (Shawn)
- Terence Archie (Khalid)
- Taylor C. Hays (Cop)
- John Joseph Gallagher (Clerk)
- Brian Silliman (Homeless Man)
- Czarina Mada (Uni)
- Malik Dixon (Smooth Operator)

### Épisode 13:Immunité diplomatique
- États-Unis /  Canada : 20 janvier 2017 sur CBS / CTV

- États-Unis : 9,77 millions de téléspectateurs[28] (première diffusion)
- Canada : 1,814 million de téléspectateurs[29] (première diffusion + différé 7 jours)

- Abigail Hawk (Abigail Baker)
- Gregory Jbara (Garrett Moore)
- Robert Clohessy (Lt. Gormley)
- Steve Schirripa (Anthony Abetemarco)
- Jocelyn Bioh (Anya Barnes)
- Dave Coleman (Josh)
- Beau Baxter (David Cohen)
- Jesse Ray Sheps (Malik Nasiri)
- Stephen Schnetzer (Hassan Nasiri)
- Rasha Zamamiri (Aisha Nasiri)
- Sharon Lawrence (Christine Sanders)
- Kate Boyer (Michele)
- Andi Matichak (Caroline)
- Ben Rezendes (Andrew)
- Lucy Owen (Angela)
- Maren Lord (Female Patron)
- James L. Lorenzo (Darren Macintyre)
- Guy Olivieri (John Shea)
- Christian Barber (Uniform)
- Craig Difrancia (Chris Maldonado)
- Mark Borkowski (Desk Sergeant)

### Épisode 14:La guerre des gangs
- États-Unis /  Canada : 3 février 2017 sur CBS / CTV

- États-Unis : 10,13 millions de téléspectateurs[30] (première diffusion)
- Canada : 1,755 million de téléspectateurs[31] (première diffusion + différé 7 jours)

- Robert Clohessy (Lt. Gormley)
- Hamish Allan-Headley (Uniform #2)
- Antino Crowley-Kamenwati (Head Banger)
- Michael Shaw (Ronald Lloyd)
- Katia Koziara (Pharmacist)
- Shirley Rumierk (Parole Officer Ramirez)
- Jason Carvell (Chris Teller)
- Toccarra Cash (Uniform #3)
- Aaron Morton (Paramedic)
- Clifford « Method Man » Smith (Mario Hunt)
- John D'Leo (Tommy « Shadow » Keller)
- Norman Schultz (Uniform #4)
- Don Castro (Peter Chen)
- Kevin Alexander (Desk Sergeant)
- Jaime Lincoln Smith (Sergeant Kent)
- Zeus Taylor (Tech Guy Richie)
- Nico Coucke (Bad Ass)
- Jennifer Capri (Panicked Mom)
- Ava D'Egidio (Wounded Girl)
- Victor Slezak (Chief Bryce Helfond)

### Épisode 15:Conscience ou devoir
- États-Unis /  Canada : 10 février 2017 sur CBS / CTV

- États-Unis : 10,65 millions de téléspectateurs[32] (première diffusion)
- Canada : 1,684 million de téléspectateurs[33] (première diffusion + différé 7 jours)

- Robert Clohessy (Lt. Gormley)
- Steve Schirripa (Anthony Abetemarco)
- Gregory Jbara (DCPI Garrett Moore)
- Robert Sean Leonard (Charles Beard)
- Ed Heavey (Lee Bukowski)
- Gabriel Furman (Jesse Collins)
- Neimah Djourabchi (Hot Dog Vender)
- Kevyn Morrow (Glenn Knapp)
- Kevin Corrigan (Jimmy Pearson)
- John Siokas (Uniform #1)
- Tabitha Holbert (TARU #1)
- Catherine Curtin (Ruth Bukowski)
- Teo Rapp-Olsson (Todd Bukowski)
- Larry Petersen (Boss)
- Isaiah Frizzelle (TARU #2)

### Épisode 16:Code d'honneur
- États-Unis /  Canada : 17 février 2017 sur CBS / CTV

- États-Unis : 10,15 millions de téléspectateurs[34] (première diffusion)
- Canada : 1,757 million de téléspectateurs[35] (première diffusion + différé 7 jours)

- Kevin Dillon (Jimmy O'Shea)
- James Nuciforo (Nuciforo)
- Steven Bauer (Gerry Guerrero)
- Manuel Herrera (Osvaldo V.)
- Erick Zamora (Julio)
- Dean Neistat (Sgt. Bobby Donahue)
- Mary Bacon (Nada Draganic)
- Craig Walker (Ivano Draganic)
- Wass Stevens (Stevie « Angels » D'angelo)
- James Andrew O'connor (Lenny « Sick » Saccio)
- Morissa Trunzo (Tiffany Mink)
- Willie C. Carpenter (Rodney Beckett)
- Robin Skye (Judge Adrian Jones)
- James Harkness (City Lawyer)
- Terrell Wheeler (Cop #1)
- Atticus Burrello (Luka)

### Épisode 17:L'ombre du doute
- États-Unis /  Canada : 10 mars 2017 sur CBS / CTV

- États-Unis : 9,36 millions de téléspectateurs[36] (première diffusion)
- Canada : 1,754 million de téléspectateurs[37] (première diffusion + différé 7 jours)

- Robert Clohessy (Lt. Gormley)
- Steve Schirripa (Anthony Abetemarco)
- Gregory Jbara (DCPI Garrett Moore)
- Tamara Tunie (Monica Graham)
- Angela Rambourg (Sharyn Sarni)
- Steve Sapienza (EMT 1)
- Bob Roseman (EMT 2)
- Robert Eli (Owen Sarni)
- Samantha Steinmetz (Michelle Adler)
- Magaly Colimon (Karen Jividen)
- Ken Marks (Gregory Chlohessy)
- Frank Harts (Arthur Cook)
- Devin Ratray (Matthew Kindler)
- Jabari Gray (Lawyer)
- Gameela Wright (Reporter Helen)
- Kelly Miller (Tommy Stills)
- Dewey Wynn (Cameraman)

### Épisode 18:Un départ difficile
- États-Unis /  Canada : 31 mars 2017 sur CBS / CTV

- États-Unis : 9,62 millions de téléspectateurs[38] (première diffusion)
- Canada : 1,601 million de téléspectateurs[39] (première diffusion + différé 7 jours)

- Robert Clohessy (Lt. Gormley)
- Steve Schirripa (Anthony Abetemarco)
- Abigail Hawk (Abigail Baker)
- Gregory Jbara (DCPI Garrett Moore)
- Scott William Winters (Det. Russ Vandenberg)
- Celia Keenan-Bolger (Ellen Turner)
- Isaiah Washington (ESU Chief Travis Jackson)
- Brad Fleischer (Officier Tim Welch)
- Sarah Mezzanotte (Officier Brenda Patimkin)
- Jim Bracchitta (Carl Bannon)
- Noah Robbins (Richie Turner)
- Lisha Mckoy (Sgt. Estelle Bond)
- Tomike Ogugua (Driver 1)
- Matt Little (Driver 2)
- Miriam A. Hyman (M.E. Emile Cooper)
- Keren Dukes (Cerise Paxton)
- Rotimi Paul (Cyril)
- Malcolm C. Murray (Desmond Mills)
- Tenice Divya Johnson (Rita Brown)
- Tony Giorgio (en) (Uniform Cop)
- David Hunt (Bar Patron)

### Épisode 19:En souvenir du bon temps
- États-Unis /  Canada : 7 avril 2017 sur CBS / CTV

- États-Unis : 9,77 millions de téléspectateurs[40] (première diffusion)
- Canada : 1,675 million de téléspectateurs[41] (première diffusion + différé 7 jours)

- Robert Clohessy (Lt. Gormley)
- Steve Schirripa (Anthony Abetemarco)
- Abigail Hawk (Abigail Baker)
- Gregory Jbara (DCPI Garrett Moore)
- Peter Hermann (Jack Boyle)
- Cassandra Freeman (Shelly Wayne)
- Matt W. Cody (City Council Member)
- Jose Maria Aguila (Officier Scott Polansky)
- Sarah Mezzanotte (Officier Brenda Patimkin)
- Wayne Mackins (Demarus Green)
- Geoffrey Owens (Sergeant Weller)
- Jonno Roberts (Dr James Weber)
- Thomas Jay Ryan (Judge Carter Metcalf)
- Ginna Le Vine (Mandy Acosta)
- Adam Wade Mclaughlin (Brian Copeland)
- Miriam A. Hyman (M. E. Emilie Cooper)
- Stephanie Patent (Emily Copeland)
- Eve Plumb (Barbara Stevens)
- Cory Censoprano (Dogwalker)
- Nicholas Velez (Officier McGreevy)
- Scott Richard Foster (huissier de la cour)
- Michael James Levy (Photographer)
- Erica Newhouse (Allison Manis)
- Justin Mcmanus (Uniform)

### Épisode 20:Abus de pouvoir
- États-Unis /  Canada : 14 avril 2017 sur CBS / CTV

- États-Unis : 9,43 millions de téléspectateurs[42] (première diffusion)
- Canada : 1,63 million de téléspectateurs[43] (première diffusion + différé 7 jours)

- Pallavi Sastry (Cameron)
- Timothy D. Stickney (ADA Edward Smith)
- Miriam A. Hyman (Emile Cooper)
- Michael Masini (Officier Mahoney)
- Cyrus Farmer (Reggie Wilson)
- Tammy Blanchard (Valerie Madigan)
- Emily Jenda (réceptionniste)
- Mark Linn-Baker (Carlton Miller)
- Dee Richardson (Kid)
- TJ Atoms (Kid 2)
- Yinka Adeboyeku (Bunky)
- Holmes Lindsay Iv (Dealer)
- Ralph Adriel Johnson (Jonas Evans)
- Adam Feingold (Det. Bitterman)
- Arielle Siegel (Det. Byrne)
- Jaiden Smith (Trevor Wilson)
- Victor Rasuk (Officier John Gagliano)
- Justin Hagan (Brad Taft)
- Shemar Jonas (Man)
- Tiffany Robinson (Woman)
- Alexis Yates (Resident)
- Logan Horn (Kevin Keeve)

### Épisode 21:Échange de bons procédés
- États-Unis /  Canada : 28 avril 2017 sur CBS / CTV

- États-Unis : 8,74 millions de téléspectateurs[44] (première diffusion)
- Canada : 1,498 million de téléspectateurs[45] (première diffusion + différé 7 jours)

- Abigail Hawk (Abigail Baker)
- Gregory Jbara (Garrett Moore)
- Robert Clohessy (Lt. Gormley)
- Steve Schirripa (Anthony Abetemarco)
- Tamara Tunie (Monica Graham)
- Stacy Keach (l'archevêque Kevin Kearns)
- Steven Skybell (Gary Falk)
- Santo Fazio (Mickey)
- Joel Van Liew (Simon)
- Evander Duck, Jr. (Judge Joel Mccarthy)
- Mark Linn-Baker (Carlton Miller)
- Donald Paul (Asad Abdullah Tuur)
- Abraham Makany (Sam Kouhry)
- Paul Borghese (Manager)
- Tim Barker (Sgt Mulhearn)
- Zdenko Martin (Det. Lev Vronsky)
- Lev Gorn (Det. Arkady Levin)
- Yelena Shmulenson (Natasha)
- Lyanka Gryu (Anya)
- George Olesky (Alexei)
- Nick Klementowicz III (Sergei Karenin)
- Joe Naples (huissier de la cour)
- Tim Moriarty (prêtre)
- Brian Knoebel (Towel Boy)

### Épisode 22:Un sacré butin
- États-Unis /  Canada : 5 mai 2017 sur CBS[46] / CTV

- États-Unis : 9,24 millions de téléspectateurs[47] (première diffusion)
- Canada : 1,565 million de téléspectateurs[48] (première diffusion + différé 7 jours)

- Abigail Hawk (Abigail Baker)
- Gregory Jbara (Garrett Moore)
- Robert Clohessy (Lt. Gormley)
- Steve Schirripa (Anthony Abetemarco)
- David Ramsey (Mayor Poole)
- Tamara Tunie (Monica Graham)
- Buzz Roddy (superintendant)
- Racine Russell (Officier Cosgrove)
- Luna Lauren Vélez (Veronica Molina)
- Marco Torriani (Alex)
- Anthony Ruivivar (Det Tommy Jordan)
- Alejandro Hernandez (Jose Pena)
- Franco Gonzalez (Carlos)
- Harrison Chad (Evan Fleming)
- Rory Duffy (Fireman)